# رسکالدینا
رسکالدینا (به ایتالیایی: Rescaldina) یک کومونه در ایتالیا است که در استان میلان واقع شده‌است. رسکالدینا ۸٫۲ کیلومتر مربع مساحت و ۱۳٬۹۲۵ نفر جمعیت دارد و ۲۲۰ متر بالاتر از سطح دریا واقع شده‌است.